# Znak „e”

Estimated sign specification

℮, Znak „e”, e-Mark (od ang. estimated – wartość szacunkowa) – symbol umieszczony obok oznaczenia nominalnej masy lub objętości na opakowaniu towarów paczkowanych stosowany w krajach Unii Europejskiej, Australii oraz RPA. Oznacza, że rzeczywista ilość produktu w opakowaniu może różnić się od podanej ilości nominalnej w dozwolonym zakresie wynikającym z Ustawy o towarach paczkowanych (Dz.U. z 2022 r. poz. 2255).
Dokładny wygląd symbolu w postaci stylizowanej litery „e” (℮) określony został w załączniku do ustawy i wynika z dyrektywy Unii Europejskiej 2009/34/WE. Umieszczanie na opakowaniach znaków podobnych lub udających znak „e” jest zabronione. Znak „e” na opakowaniu powinien mieć wysokość co najmniej 3 mm.
W Unikodzie znak at występuje w wersji:
| Znak | Unicode | Kod HTML | Nazwa unikodowa  | Nazwa polska |
| ---- | ------- | -------- | ---------------- | ------------ |
| ℮    | U+212E  | &#8494;  | ESTIMATED SYMBOL | znak „e”     |